# حمود الرقبة
د.حمود عبد الله عيد فالح الرقبة (1951 - 25 مايو 2007) من مواليد دولة الكويت - المرقاب -، وزير كويتي سابق ونائب سابق في مجلس الامة الكويتي، أختير وزيرا للكهرباء والماء، ووزيرا للنفط، ووزيرا للاشغال العامة، شارك في انتخابات مجلس الأمة الكويتي عام 1996 وفاز بالعضوية عن الدائرة الانتخابية الاولي - الشرق، حاصل علي شهادة بكالوريوس في الهندسة الكيميائية عام 1974 من الولايات المتحدة الامريكية.

## السيرة العلمية
- في عام 1977 حصل علي ماجستير في الهندسة الكيميائية من انجلترا.
- في عام 1981 حصل على دكتوراه في الهندسة الكيميائية من انجلترا.
- في عام 1993 حصل على دكتوراه فخرية في العلوم من انجلترا.

## المناصب الرسمية التي شغلها
- مهندس بوزارة الكهرباء والماء 1974 - 1975.
- أستاذ بكلية الهندسة والبترول - جامعة الكويت 1981.
- عميد مساعد بكلية الهندسة والبترول - جامعة الكويت 1982 - 1984.
- عميد كلية الهندسة والبترول - جامعة الكويت 1984 - 1986.
- مدير عام معهد الكويت للأبحاث العلمية 1986 - 1988.
- وزير الكهرباء والماء 1988 - 1991.
- وزير النفط ورئيس مجلس إدارة مؤسسة البترول الكويتية 1991 - 1992.
- رئيس مجلس الإدارة والمدير العام لشركة الابيار الهندسية للتجارة العامة والمقاولات 1994.
- نائب رئيس مجلس إدارة شركة هيموكو العالمية 1995.
- عضو مجلس الامة الكويتي 1996 - 1999.
- وزير الكهرباء والماء 1998 - 1999.
- وزير الاشغال العامة 1998 - 1999.

## المناصب المهنية
- عضو الجمعية الأمريكية للمهندسين الميكانيكيين.
- عضو جمعية المهندسين الكويتية.
- عضو ومؤسس الجمعية الكويتية للبحاث التخصصية.
- عضو مجلس إدارة البنك الصناعي.
- عضو مجلس وكالة الأنباء الكويتية (كونا).
- كاتب في صحيفة "الشاهد"الكويتية.
- كاتب في جريدة الوطن الكويتية.

## مراتب الشرف التي حصل عليها
- شهادة الدكتوراه الفخرية في العلوم من جامعة سلفورد - 1993 – انجلترا.
- جائزة القرن العشرين في الانجازات الجمعية الأمريكية للسير الذاتية.
- اختير كاحد ابرز خمسمائة شخصية عالمية أثرت في احداث العالم في العقد الماضي من الجمعية الأمريكية للسير الذاتية 1994
- في عام 2004 اختارته مؤسسة روبرت جودارد الأمريكية ليكون شخصية عام 2004 ومنحته جائزتها السنوية العالمية على انجازاته في مجالات علمية متعددة عندما كان وزيرا في الحكومة الكويتية منها مجالات هندسة البترول وتكريره وتحلية المياه واطفاء الابار الكويتية واعادة التيار الكهربائي التي تمت بعد فترة وجيزة من تحرير البلاد عام 1991.
- في ديسمبر 2006 اسس شركة الخليج لعزل ثاني اكسيد الكربون وحقن آبار النفط التي يتركز نشاطها في عمليات عزل وتخزين غاز ثاني اكسيد الكربون المنبعث من محطات توليد الكهرباء والمصافي النفطية.